# Frank Harris (Regisseur)
Frank Harris († 27. April 2020 in Santa Barbara, Kalifornien) war ein US-amerikanischer Kameramann und Regisseur, der vor allem mit Martial-Arts-Actionfilmen in den 1980er und 1990er Jahren bekannt wurde.

## Leben
1980 heiratete Frank Harris die kanadische Schauspielerin Diane Stevenett, mit der er bis zu seinem Tod im Jahr 2020 verheiratet war.

## Karriere
Harris begann seine gut 40 Jahre umfassende Karriere, vor und hinter der Kamera, als Reporter bei einem kalifornischen Fernsehsender.
Ab 1976 arbeitete er als Kameramann beim Film. Seine erste Kameraarbeit hatte er in Killer im Zeichen des Drachen, einem Film, in dem Leo Fong, Darnell Garcia, John Hammond, Cameron Mitchell, Ann Farber und Booker T. Anderson mitwirkten. 1980 folgte der Film Goldrunner, in dem Richard Losee und Kristin Kelly die Hauptrollen spielten und Harris als Mechaniker in einer Statistenrolle zu sehen war.
1984 produzierte er seinen ersten Film Killpoint, für den er auch das Drehbuch schrieb und bei dem er Regie führte – neben anderen Aufgaben. In seinem Regiedebüt spielten Leo Fong, Hope Holiday, Cameron Mitchell, Stack Pierce, James Lew, Bill Wallace, Richard Roundtree und Harris’ Ehefrau Diane Stevenett.
Bei dem Leo-Fong-Film Deadly Weapon – Ein Mann für Gerechtigkeit aus dem Jahr 1986 führte Harris ebenfalls Regie und übernahm eine kleine Rolle. In dem Film hatte Billy Blanks seine erste Filmrolle, an der Seite von Akosua Busia, Troy Donahue und Stack Pierce. Im selben Jahr führte Harris auch bei Der Patriot Regie, in dem Gregg Henry, Simone Griffeth, Jeff Conaway, Leslie Nielsen und erneut Stack Pierce zu sehen waren.
Im Jahr 1990 folgten der 1989 entstandene postapokalyptische Science-Fiction-Film Aftershock (auch After Shock) mit Elizabeth Kaitan (als die schöne Außerirdische Sabina), Jay Roberts jr. (als Held Willie), Chuck Jeffreys, James Lew, Richard Lynch, Christopher Mitchum, John Saxon und Michael Standing sowie der Film Lockdown.
Neben seiner Arbeit als Regisseur war Harris auch regelmäßig als Kameramann tätig. Im Jahr 1987 arbeitete er an dem von Joel Silberg inszenierten Film Fire Game, einem Actionfilm über eine weibliche Agentin und Kampfsportlerin in Argentinien. Eine weitere Zusammenarbeit mit Leo Fong fand 1993 in American Karate Tiger (Showdown) statt, in dem auch Richard Lynch und Werner Hoetzinger mitspielten.
Ab Ende der 1990er Jahre übernahm Harris zunehmend Kamera-Arbeiten in Dokumentation für das Fernsehen, Video-Veröffentlichungen und Fernsehserien, wie Critter Gitters (1998–1999) und Kamen Rider: Dragon Knight (2009–2010). Seine letzte Filmarbeit hatte er 2015 in Let’s All Kill Harold.

## Filmografie (Auswahl)

### Kamera
- 1976: Killer im Zeichen des Drachen (Enforcer from Death Row; auch: Ninja Assassins, Ninja Nightmare und Death Row Killer)
- 1980: Goldrunner[5]
- 1984: Killpoint[6][7][8]
- 1985: 24 Hours to Midnight
- 1986: Deadly Weapon – Ein Mann für Gerechtigkeit (Low Blow)[10][11][9]
- 1986: Der Patriot[12][13][14]
- 1987: Fire Game (Catch the Heat)[17]
- 1988: Karate Cops
- 1990: Lockdown
- 1993: American Karate Tiger (Showdown)[18]
- 1994: Black Belt Angels
- 1995: Die Abenteuer von Two Bits und Pepper
- 1996: Dark Force – Lautlos kommt der Tod
- 1996: Skyscraper
- 1998–1999: Critter Gitters (Fernsehserie)
- 2002: Heart of the Soul with Gary Zukav (Dokumentation)
- 2003: Clean House (Fernsehserie)
- 2003: Intimate Portrait: Bo Derek (Dokumentation)
- 2003: Brazilian Brawl (Video)
- 2005: Transformed (Video)
- 2008: Barbaro (Dokumentation)
- 2009–2010: Kamen Rider: Dragon Knight (Fernsehserie)[19]
- 2015: Let’s All Kill Harold (Video)

### Regie
- 1984: Killpoint[6][7][8]
- 1986: Deadly Weapon – Ein Mann für Gerechtigkeit (Low Blow)[10][11][9]
- 1986: Der Patriot[12][13][14]
- 1987: If We Knew Then
- 1989: Girl Talk[20]
- 1990: Aftershock[16]
- 1990: Lockdown
- 1999: Critter Gitters (Fernsehserie)

### Schauspieler
- 1980: Goldrunner[5]
- 1986: Deadly Weapon – Ein Mann für Gerechtigkeit (Low Blow)[10][11][9]